# ASAP Ferg
Darold D. Brown Ferguson, Jr., más conocido como ASAP Ferg (estilizado A$AP Ferg) (Nueva York, 20 de octubre de 1988), es un rapero, compositor y productor discográfico estadounidense. Además de su carrera en solitario, es miembro del colectivo de hip hop ASAP Mob, del cual adoptó su apodo.
En enero de 2013, firmó un contrato discográfico como solista con Polo Grounds Music y RCA Records, los mismos sellos que ayudaron a lanzar A$AP mundialmente. Su álbum debut Trap Lord fue lanzado el 20 de agosto de 2013, y fue recibido con comentarios generalmente positivos. El 22 de abril de 2016, Ferg publicó su segundo álbum de estudio, Always Strive and Prosper. El 18 de agosto de 2017, Ferg publicó su segundo mixtape, Still Striving.